# Pseudopentaria scotti
Pseudopentaria scotti es una especie de coleóptero de la familia Scraptiidae.

## Distribución geográfica
Habita en Arabia y en Etiopía.